# Castelguidone
Castelguidone – miejscowość i gmina we Włoszech, w regionie Abruzja, w prowincji Chieti.
Według danych na rok 2004 gminę zamieszkiwało 480 osób, 34,3 os./km².